# Menhir Sa perda de Taleri
Le menhir Sa perda de Taleri, connu également sous le nom de Giorgia rajosa, est un mégalithe situé près de Noragugume, commune italienne de la province de Nuoro, en Sardaigne. 

## Description
Le menhir se dresse à environ trois kilomètres à l'est-sud-est de Noragugume, et à environ un kilomètre de la Route provinciale 33 (SP33).
La pierre, de forme vaguement ogivale, se compose de basalte et mesure 4,30 m de hauteur ; les deux faces planes du menhir sont orientées l'une vers le sud-est et l'autre vers le nord-ouest.
Le naturaliste Alberto La Marmora fait brièvement mention du menhir dans son ouvrage Voyage en Sardaigne, paru en 1840.